# Шулим Іван Валерійович
Іва́н Вале́рійович Шули́м — старший солдат Збройних сил України.

## Бойовий шлях
На початку квітня 2014 року разом з кількома односельцями призваний до війська, перепідготовку проходив в селищі Гвардійське на Дніпропетровщині, десантник. Завданням загону було утримувати блок-пости на кордоні з Дніпропетровською областю. В травні керівництво підрозділу отримало інформацію про можливість нападу на один з блок-постів, відправлено групу розвідників, які, розосередившись, мали зайняти позиції. Шулим підірвався на розтяжці, важке ушкодження голови, поранило іще 2 військових. Поранених відправили до Військово-медичного клінічного центру Північного регіону, після операції літаком «Віта» відвезли до Головного військово-медичного клінічного центру.
Біля нього постійно знаходяться мати і наречена Настя.

## Нагороди
20 червня 2014 року — за особисту мужність і героїзм, виявлені у захисті державного суверенітету та територіальної цілісності України, вірність військовій присязі під час російсько-української війни, відзначений — нагороджений орденом «За мужність» III ступеня.